# Maria Anna Jozefa van Oostenrijk

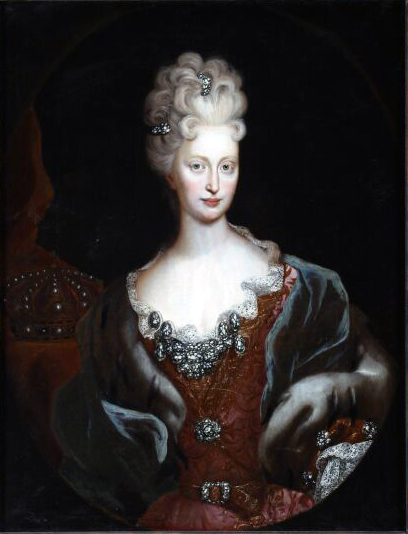
Aartshertogin Maria Anna Jozefa van Oostenrijk.

Maria Anna Jozefa van Oostenrijk (Regensburg, 30 december 1654 - Wenen, 14 april 1689) was aartshertogin van Oostenrijk en via haar huwelijk van 1679 tot aan haar dood hertogin van Gulik en Berg. Ze behoorde tot het huis Habsburg.

## Levensloop
Maria Anna Jozefa van Oostenrijk was een dochter van keizer Ferdinand III van het Heilige Roomse Rijk uit diens derde huwelijk met Eleonora Gonzaga, dochter van Carlo II Gonzaga, hertog van Mayenne. Ze was een halfzus van keizer Leopold I, die in 1676 huwde met Eleonora van Palts-Neuburg, om de band tussen het huis Palts-Neuburg en het keizerlijk huis Habsburg verder te verstevigen.
Op 25 oktober 1678 huwde Maria Anna Jozefa in Wiener Neustadt met Johan Willem van Palts-Neuburg (1658-1716), zoon en erfgenaam van hertog Filips Willem van Palts-Neuburg en broer van keizerin Eleonora. Vanwege zijn huwelijk met de zus van de keizer, verleende Johan Willems vader hem in 1679 de hertogdommen Gulik en Berg, om van hem een regerende vorst te maken. Het huwelijk werd voltrokken door Leopold Karl von Kollonitsch, bisschop van Wiener Neustadt, die als aandenken van dit huwelijk en de bruiloft van Maria Anna Jozefa's schoonzus Eleonora op het belangrijkste plein van Wiener Neustadt de Marienzuil liet bouwen. Na zijn huwelijk met Maria Anna Jozefa begon haar echtgenoot in Düsseldorf een uitgebreide hofhouding uit te bouwen.
Maria Anna Josepha stierf in april 1689 op 35-jarige leeftijd aan tuberculose, tijdens een bezoek aan het keizerlijk hof in Wenen. Ze werd bijgezet in de Weense Kapuzinergruft. Samen met haar echtgenoot kregen ze twee zonen (een in 1683 en een in 1686), die allebei vrijwel meteen na de geboorte stierven.